# Hélène de Pourtalès
Hélène de Pourtalès (New York, 28 april 1868 - Genève, 2 november 1945) was een Zwitsers zeilster.
De Pourtalès eindigde samen met haar man Hermann en Bernard de Pourtalès tijdens Olympische Zomerspelen 1900 de titel in de 1-2 ton klasse wedstrijd 1 en tweede in wedstrijd 2.

## Resultaten

### Olympische Zomerspelen
| Jaar | Plaats | Resultaten                                |
| ---- | ------ | ----------------------------------------- |
| 1900 | Parijs | 1-2 ton wedstrijd 1 · 1-2 ton wedstrijd 2 |